# Bosque de Tláhuac

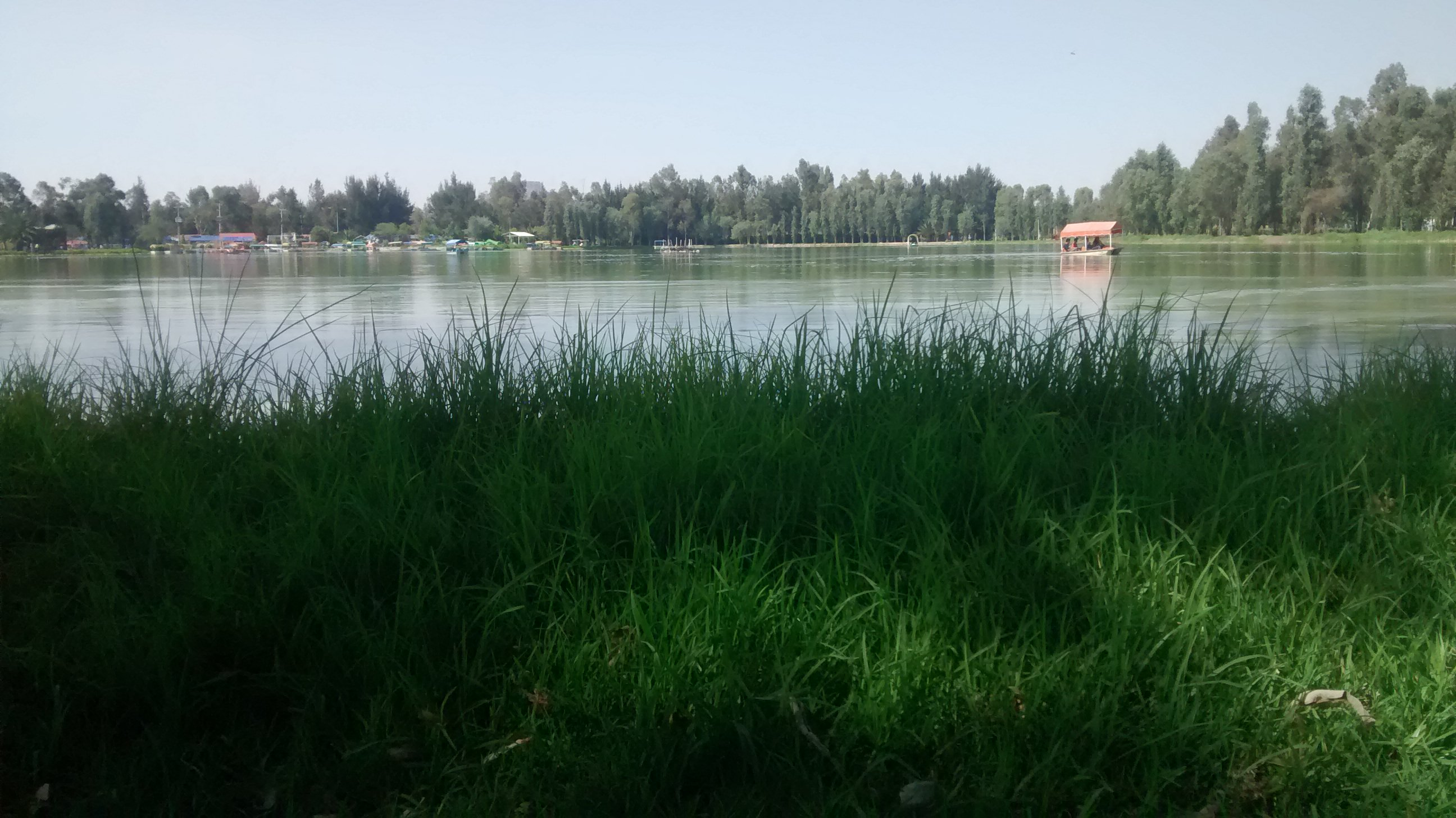
Pasto con el lago de fondo, este último ya desaparecido desde los sismos de 2012 y 2017.

El bosque de Tláhuac es un bosque artificial localizado en la alcaldía Tláhuac, en la Ciudad de México (México). Ocupa una superficie de 58 hectáreas. El bosque cuenta con la Alberca Olímpica Bicentenario de la Independencia, la Pista de Hielo "Mujeres Ilustres", la Sala de Artes Centenario de la Revolución, un lago artificial, pista para correr, una granja, una minimarquesa y multitud de comercios donde se puede comprar comida, bebidas y más cosas como papalotes y balones de fútbol.

## Historia
Después del terremoto de 1985, los escombros que dejó dicha tragedia se colocaron en un lugar donde no había nada; poco después, surgió la idea de crear un bosque en dicho lugar, lo que dio origen al Bosque de Tláhuac en 1992, lugar que serviría para el esparcimiento de los habitantes de Tláhuac y cualquiera que busque un lugar para realizar algún deporte, convivir con la familia o disfrutar de las múltiples atracciones que ofrece el bosque. 
El 20 de marzo de 2012, después del sismo de magnitud 7.4 en la Ciudad de México, el lago del bosque de Tláhuac sufrió un descenso en el nivel del agua, y posteriormente, con el terremoto del 2017, se secó por completo debido a siete grietas que se formaron por el movimiento telúrico.
Dicho acontecimiento afectó a los visitantes del lugar, la fauna del lugar y a las personas que rentan lanchas.[cita requerida]
Desde 1992 el lago no había recibido un trabajo de mantenimiento de importancia, por lo que se aprovechó para sellar las siete grietas que el sismo provocó. Sin embargo, el lago nuevamente se secó por las grietas provocadas por el terremoto ocurrido el 19 de septiembre de 2017 (M 7.1).

## Lugares de interés y rehabilitación

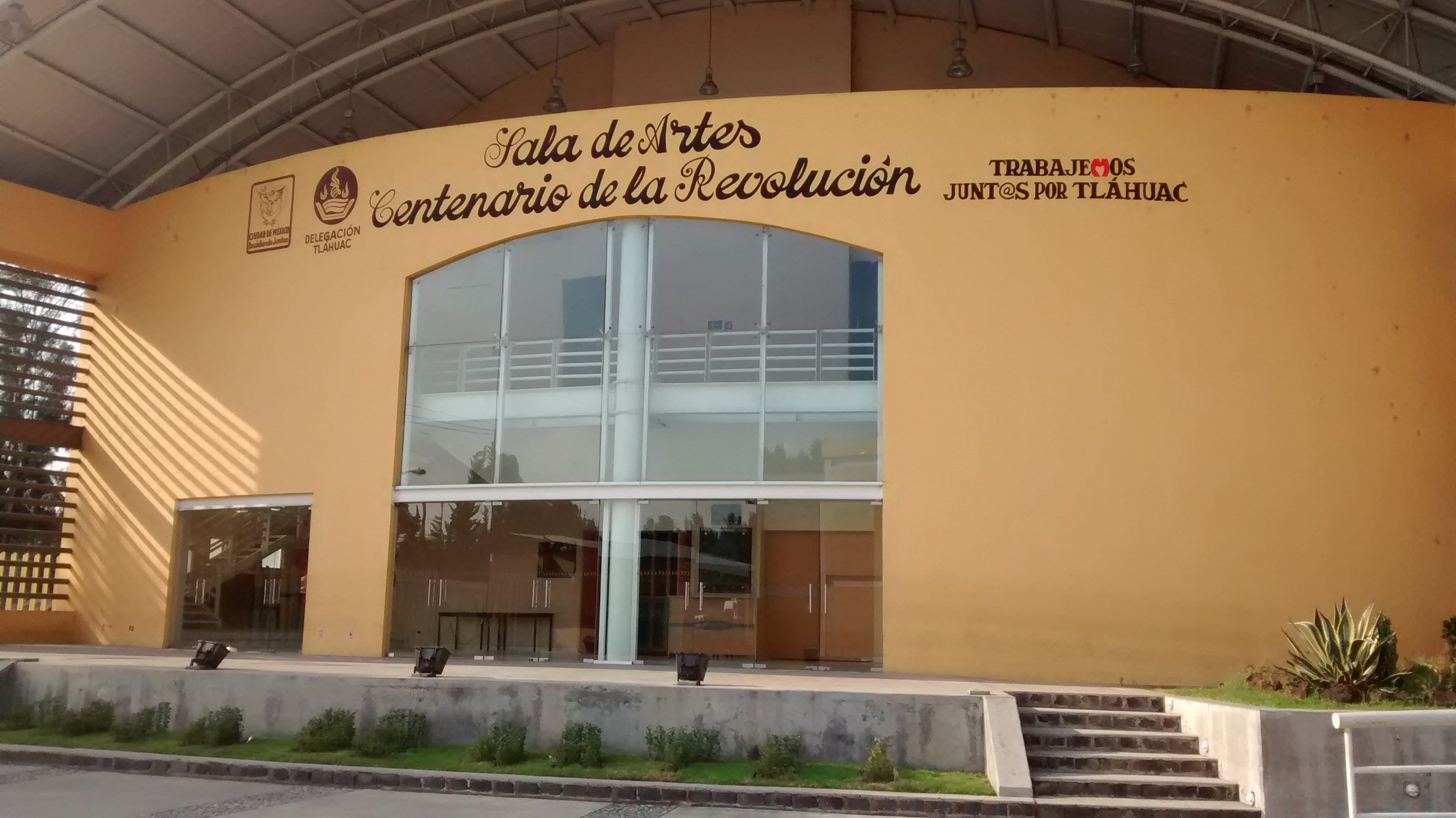
Sala de Artes "Centenario de la Revolución"

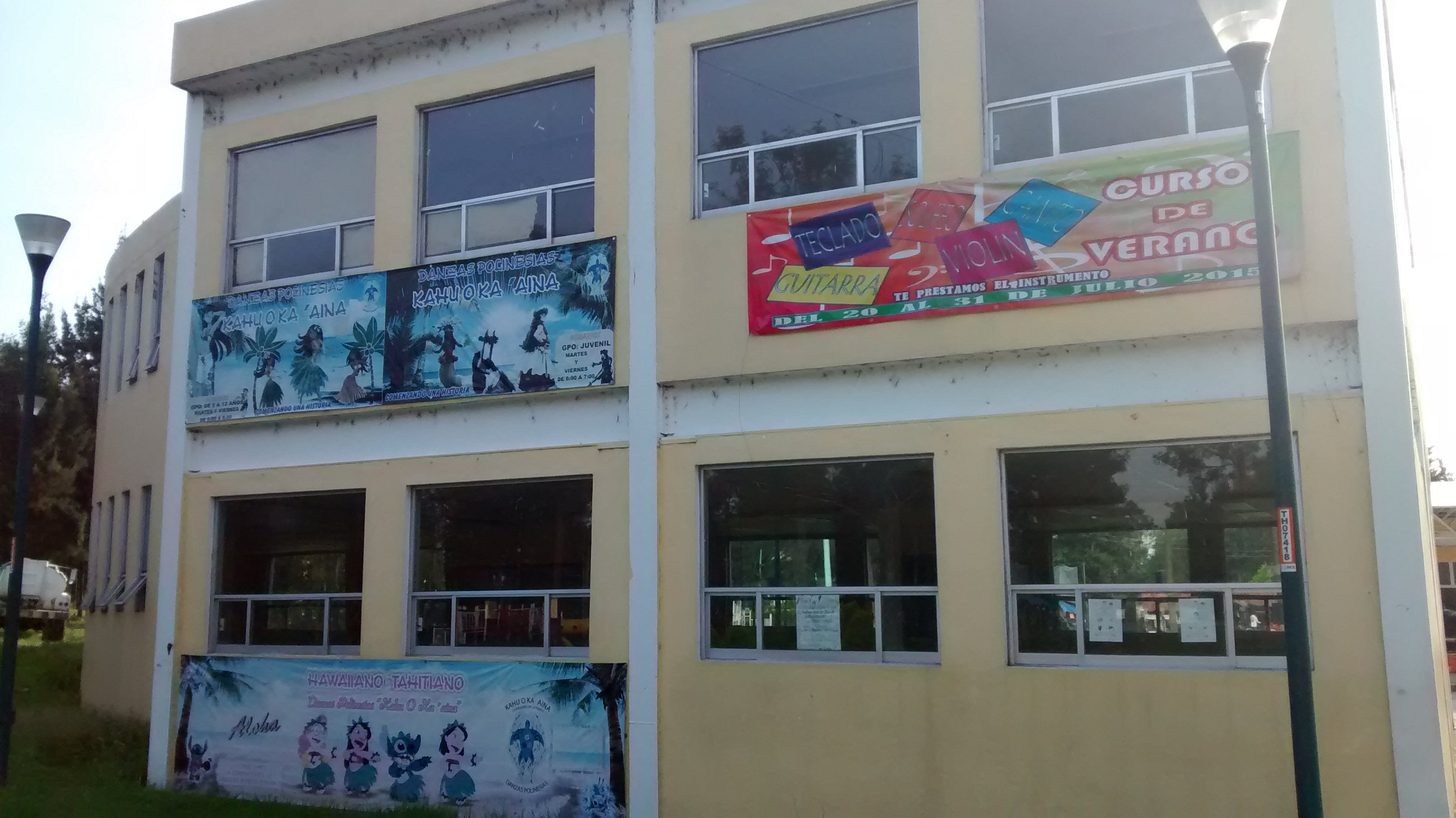
Taller de usos múltiples

El bosque de Tláhuac cuenta con varios lugares de interés que ofrece a todos sus visitantes, entre los que se encuentran la Sala de Artes "Centenario de la Revolución", un lugar que cuenta con un auditorio donde se presentan obras de teatro, cortometrajes y largometrajes y otros eventos culturales. Por otra parte, el edificio de Aulas y Talleres “Francisco Aquino”, que imparte clases de música, danza y artes plásticas. Los alumnos de ese lugar conforman la Orquesta Sinfónica Juvenil Teocuicani.
El bosque cuenta con una pista para correr, lugar que sirve a muchas personas para mantener su condición física, además tiene varias canchas de basketball, futbol y juegos para niños. Su principal atracción era el lago del que se ha hablado con anterioridad, donde se daban paseos en lanchas rentadas. Los patos llegaban en temporada de migración.[cita requerida]
Además, cuenta con una alberca olímpica: "Bicentenario de la Independencia", donde se imparten clases de natación y que ayuda a muchas personas en la práctica de dicho deporte o simplemente para mantenerse en forma.[cita requerida]
El Bosque de Tláhuac también cuenta con una pista de hielo, "Mujeres Ilustres", donde se imparten clases de patinaje y que está instalada de forma permanente. Sirve de recreación, y su costo es mejor que el de otras pistas de hielo.
A lado de la pista de hielo se encuentra el Faro Tláhuac, lugar donde se imparten conciertos, actividades infantiles, mesas temáticas, exposiciones, artes escénicas, talleres especiales como danza contemporánea, breakdance, danza aérea, cerámica técnica, juguetería popular mexicana. La entrada es libre.[cita requerida]
El bosque también cuenta con varias actividades como gotcha, renta de bicicletas dobles, renta de cuatrimotos, renta de caballos y pintura para niños.[cita requerida]
El bosque cuenta con una granja, "La granja feliz", que incluye conejos, venados, avestruces, patos, gallos y vacas. La entrada tiene un costo bastante accesible, de 4 pesos mexicanos. También hay un cactario y una minimarquesa, lugar amplio donde se pueden rentar cuatrimotos y montar a caballo. Se pueden volar papalotes porque el área esta descubierta y el viento es fuerte.

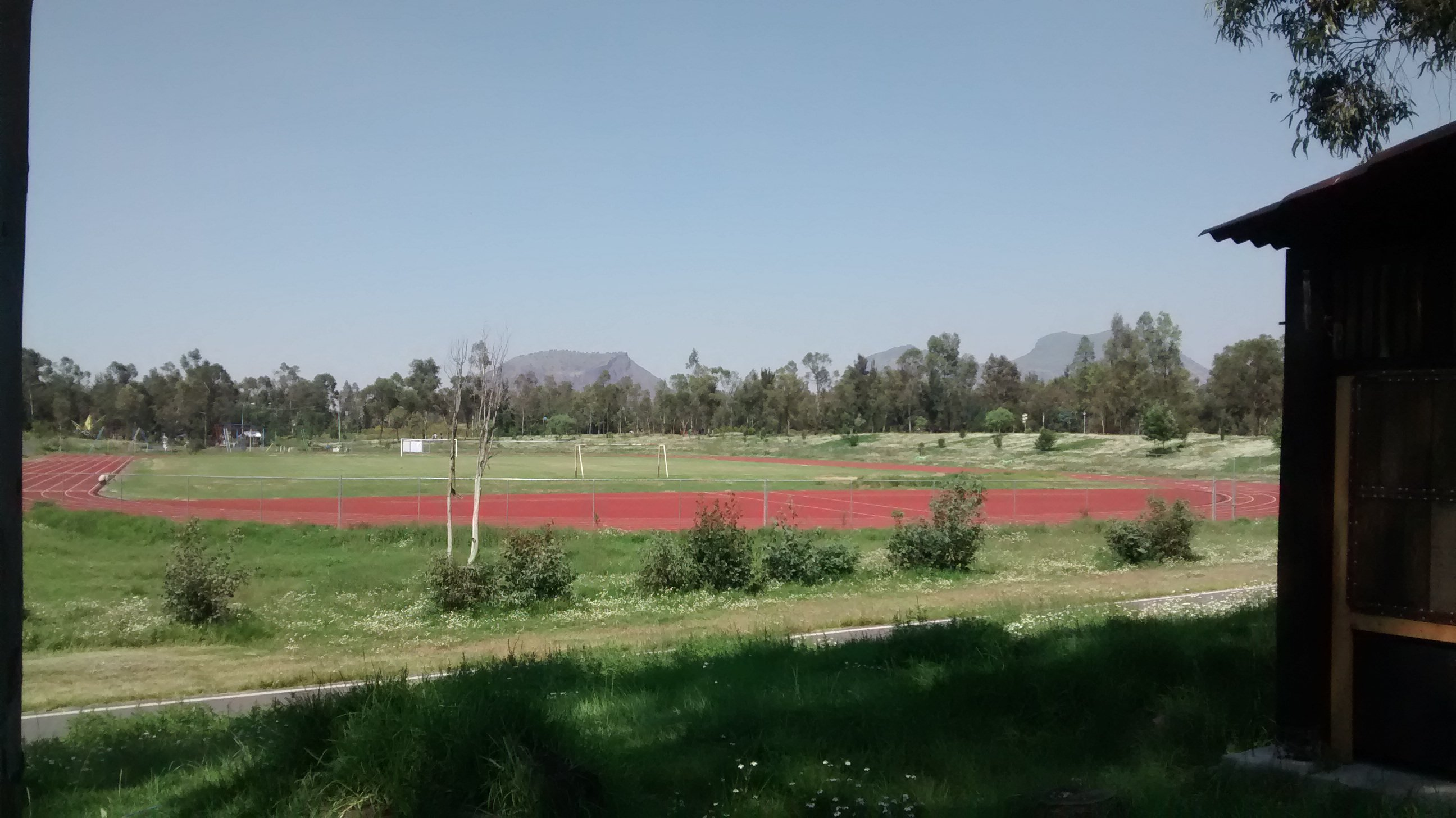
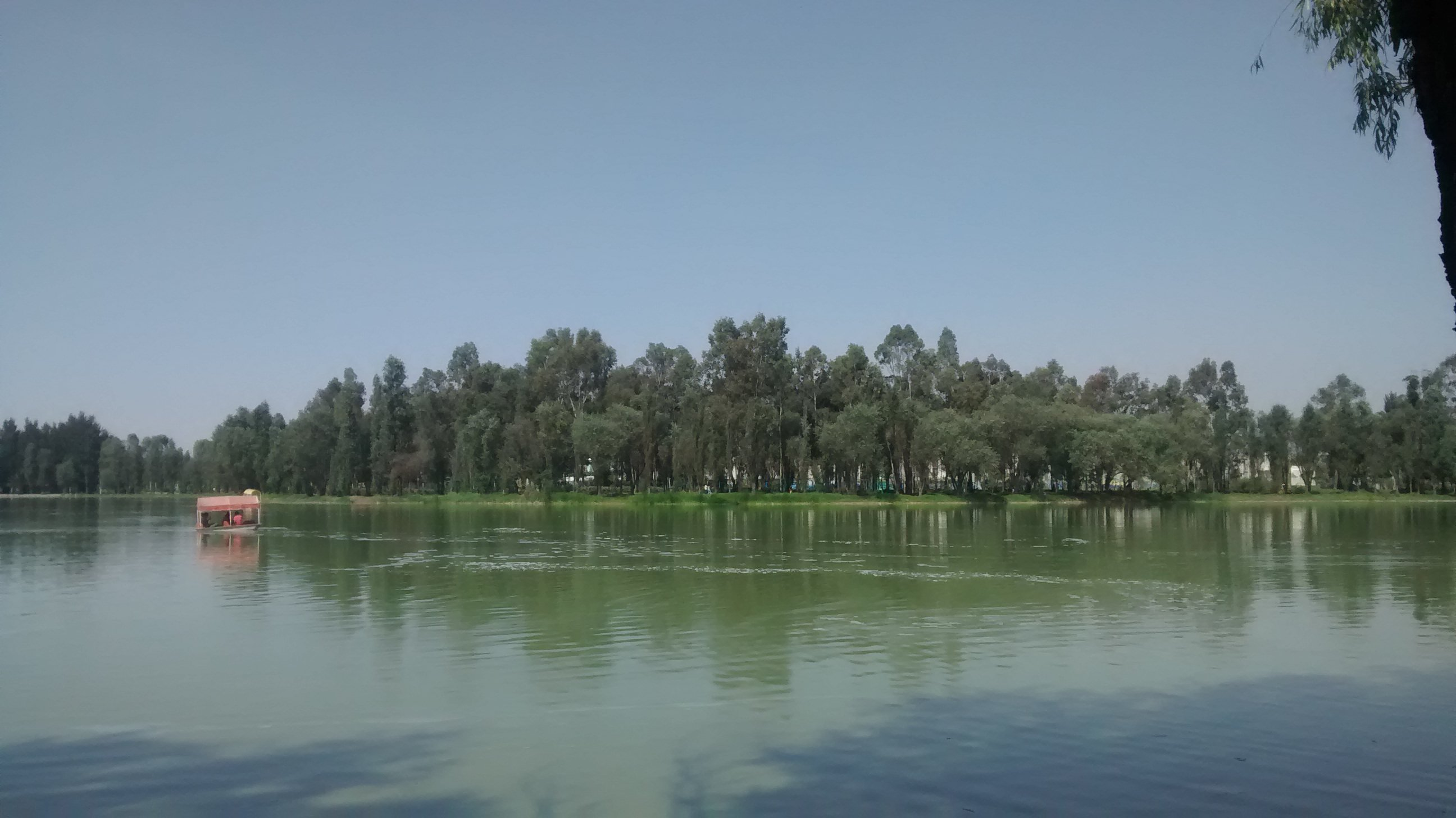
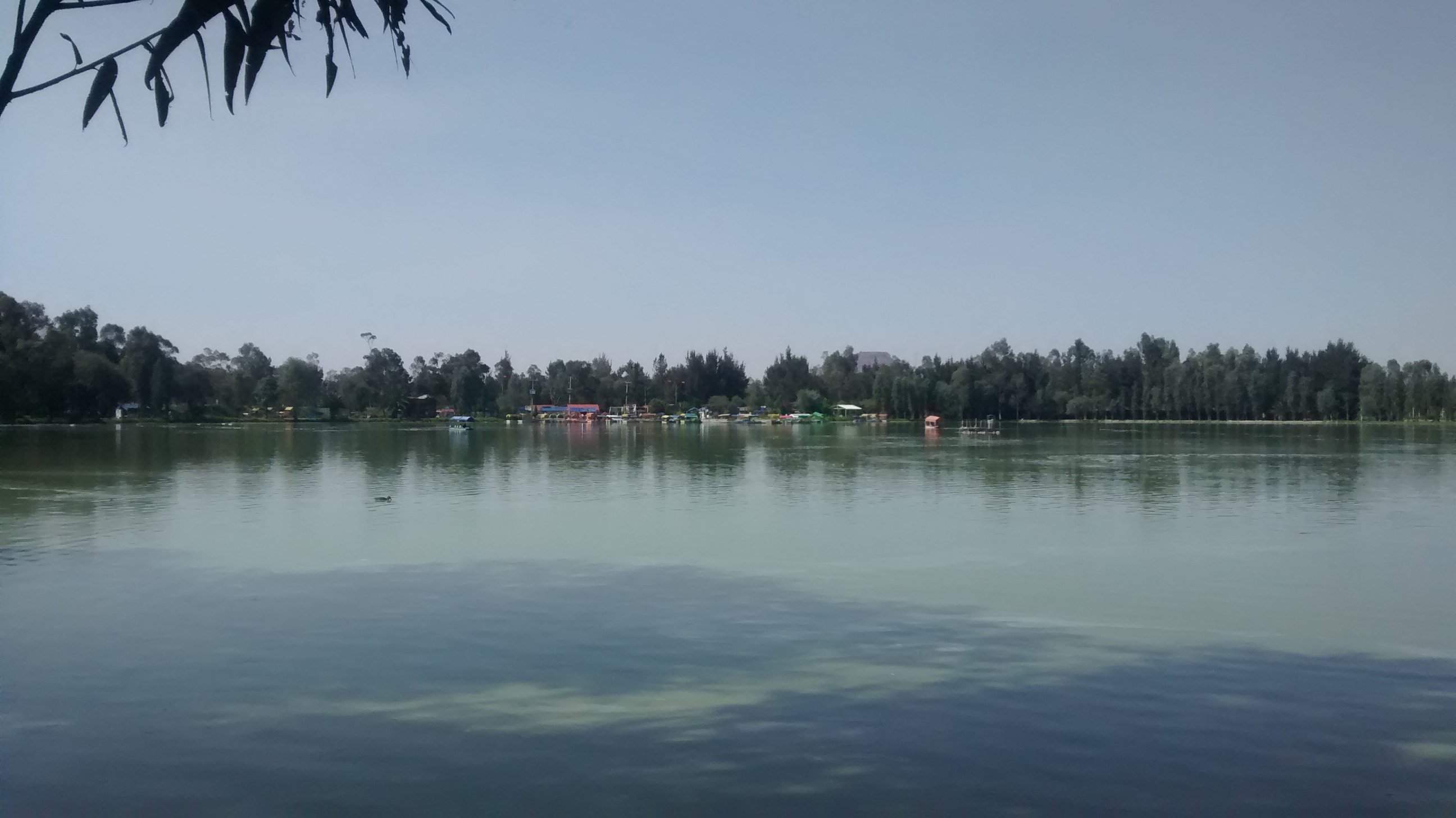
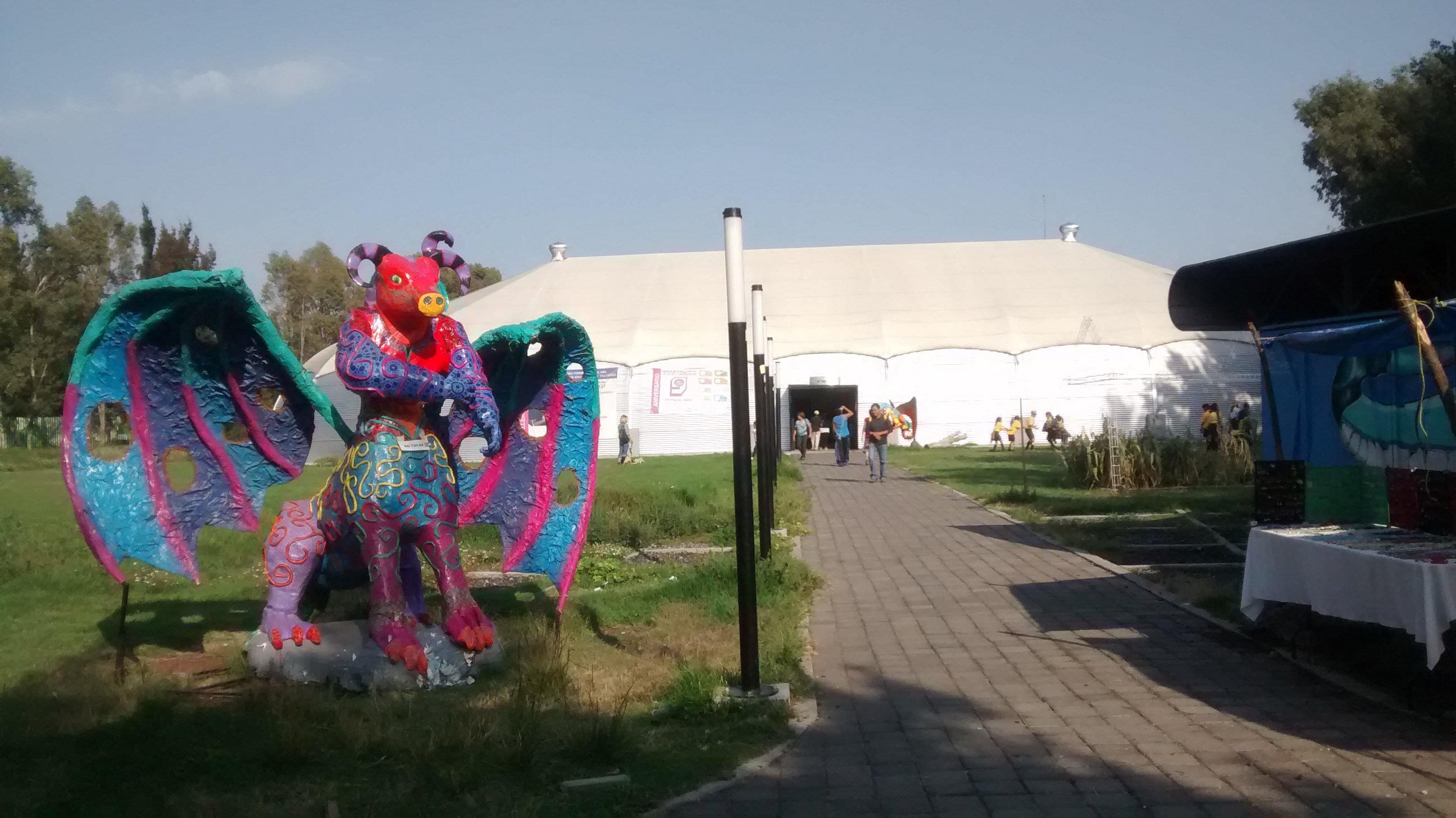
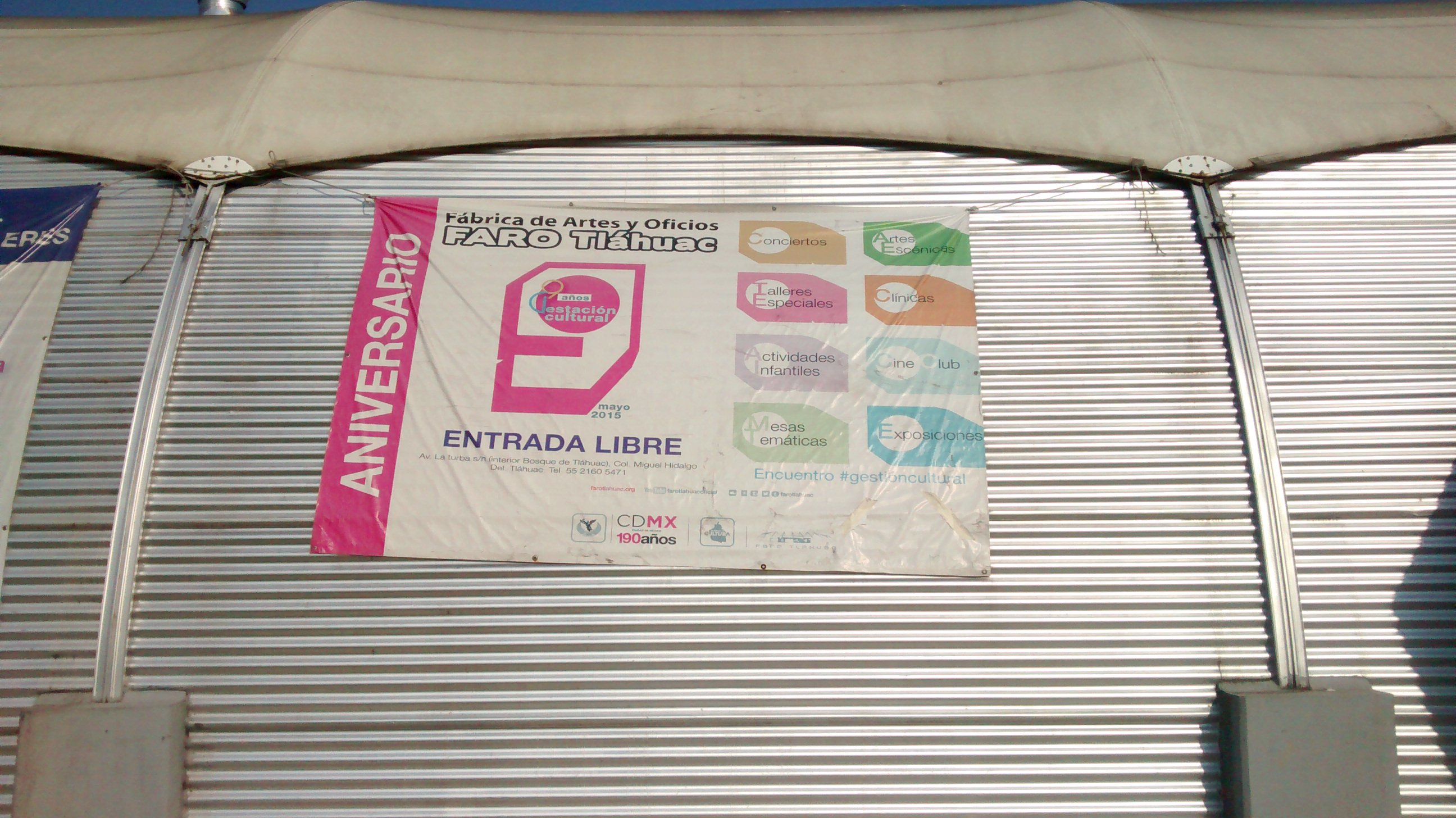
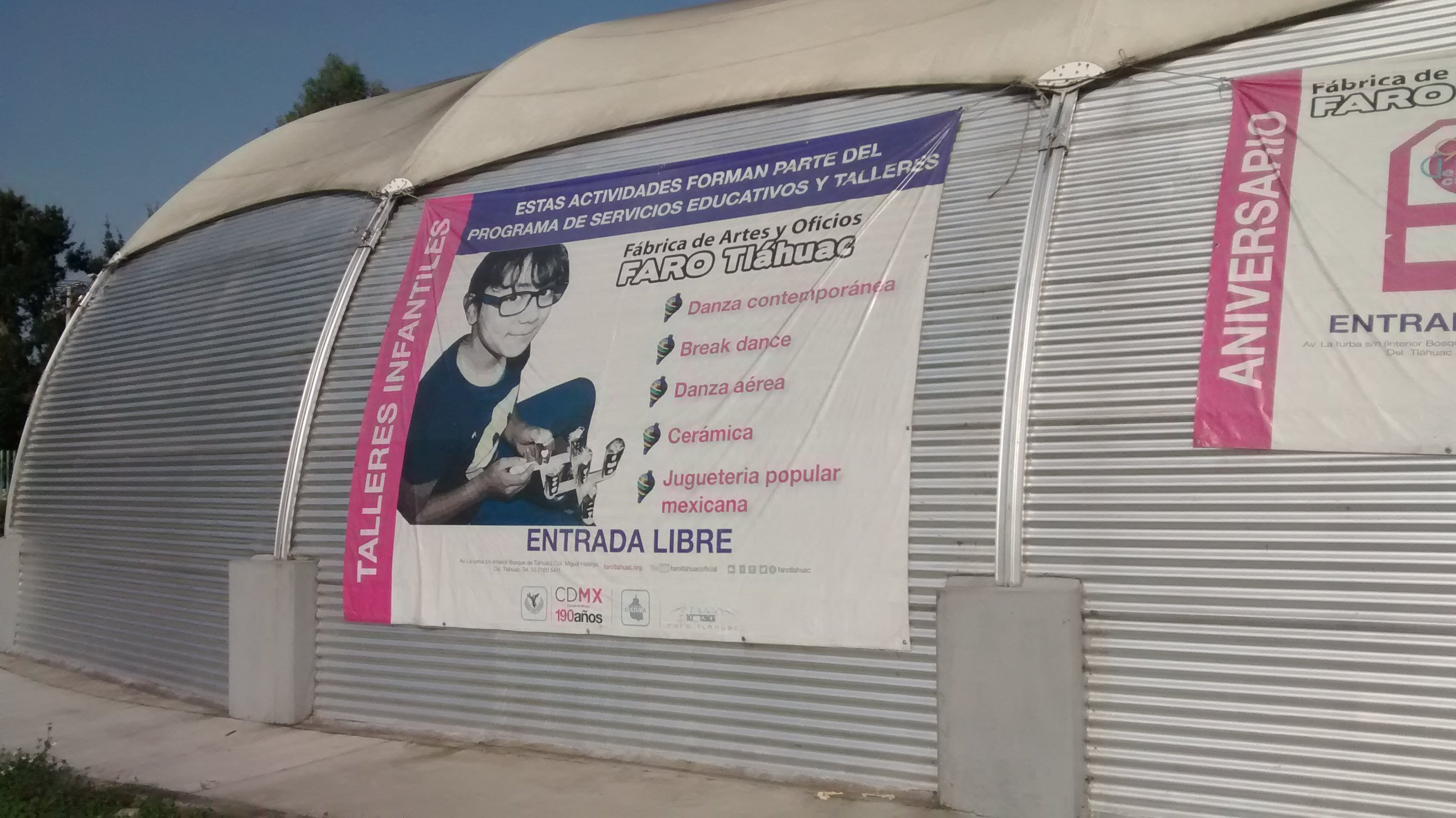
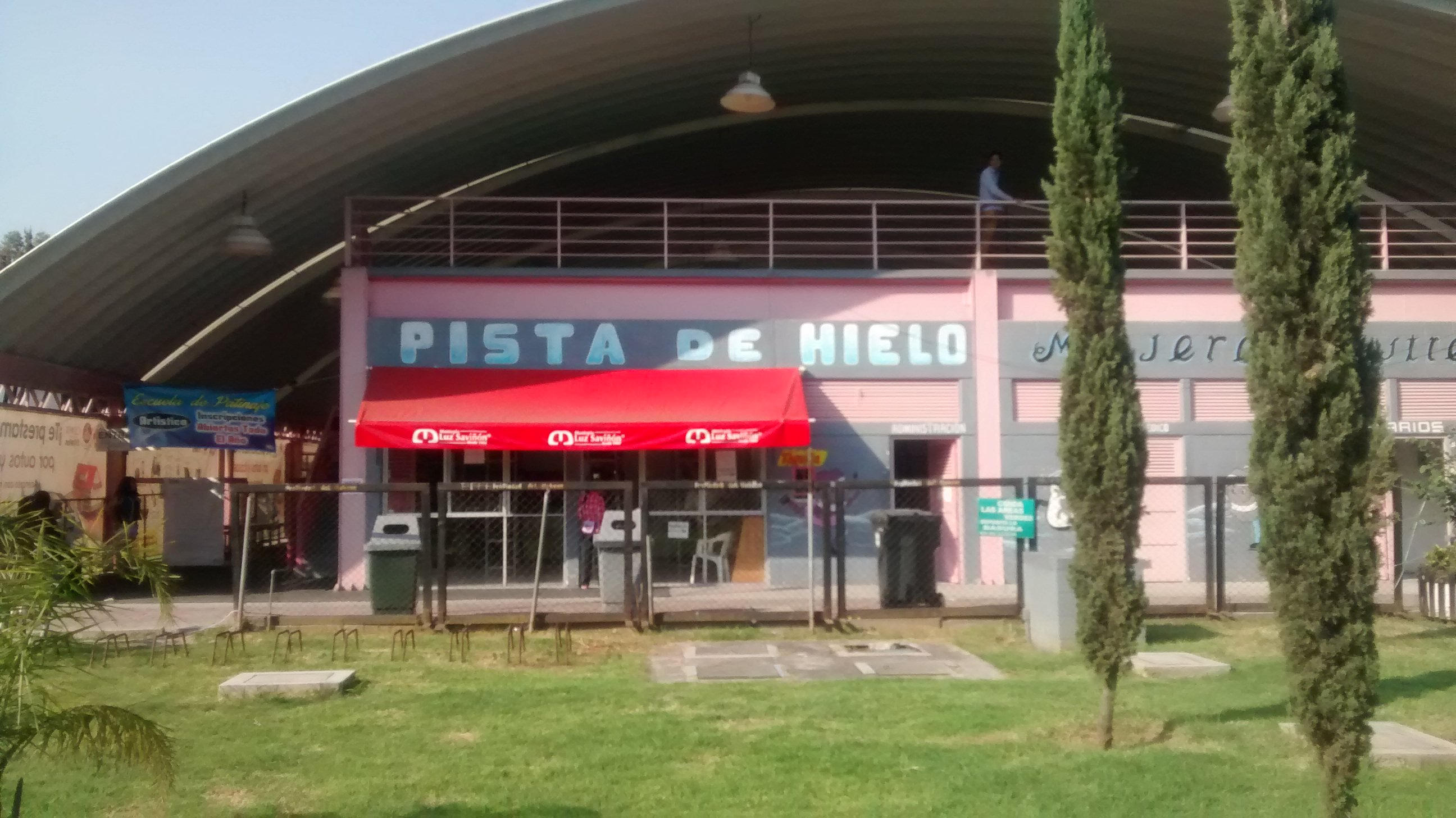
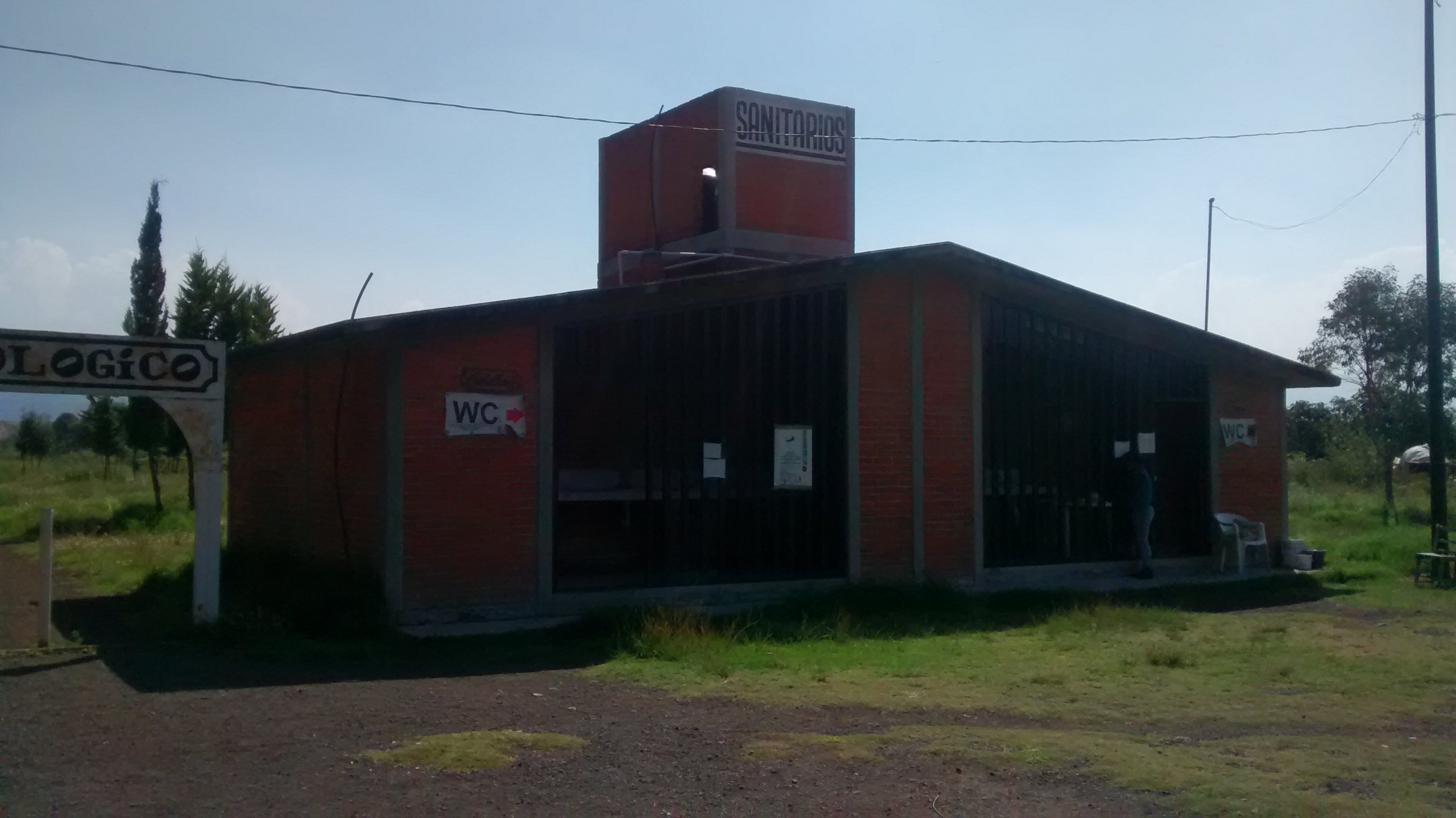
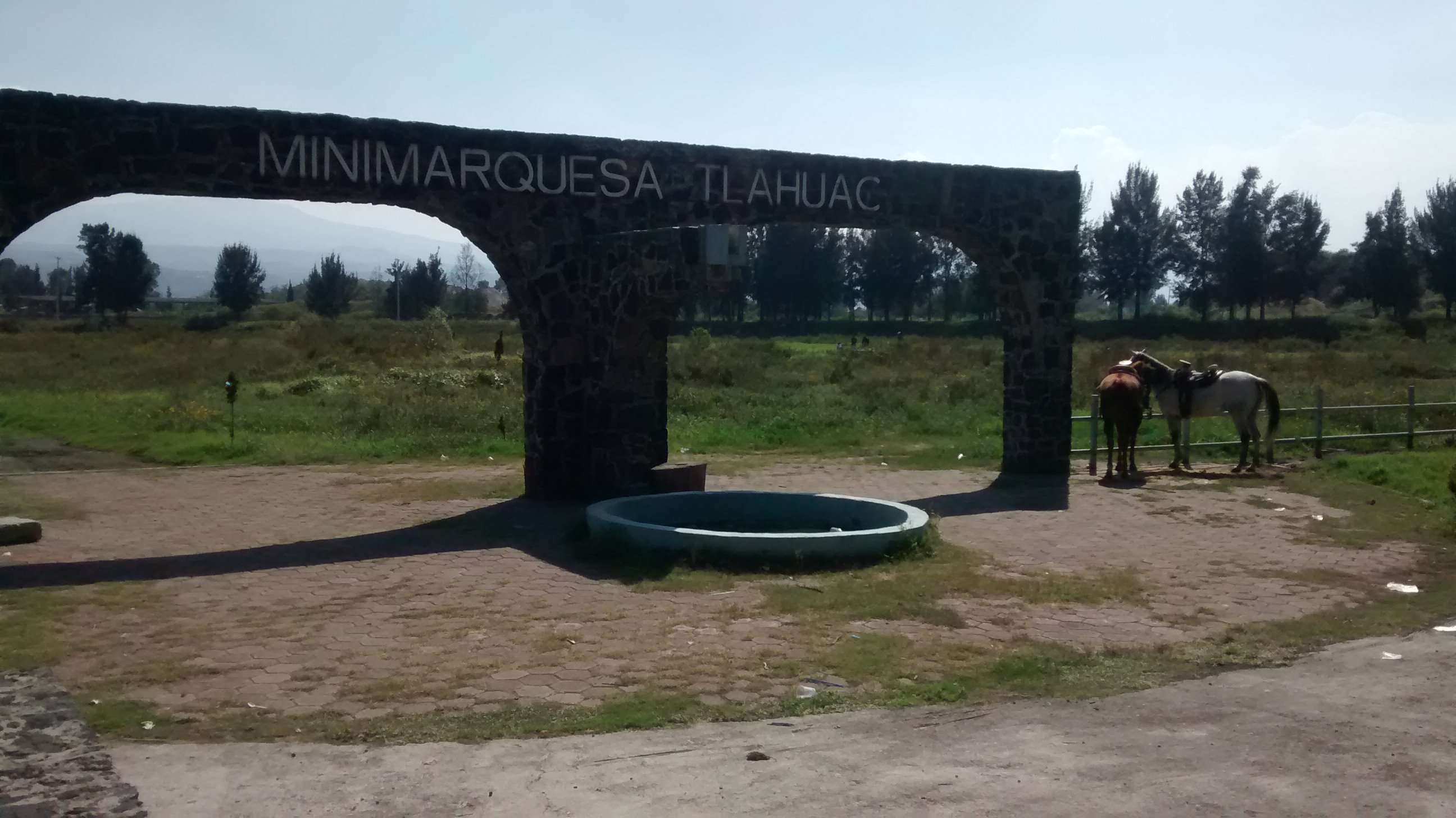
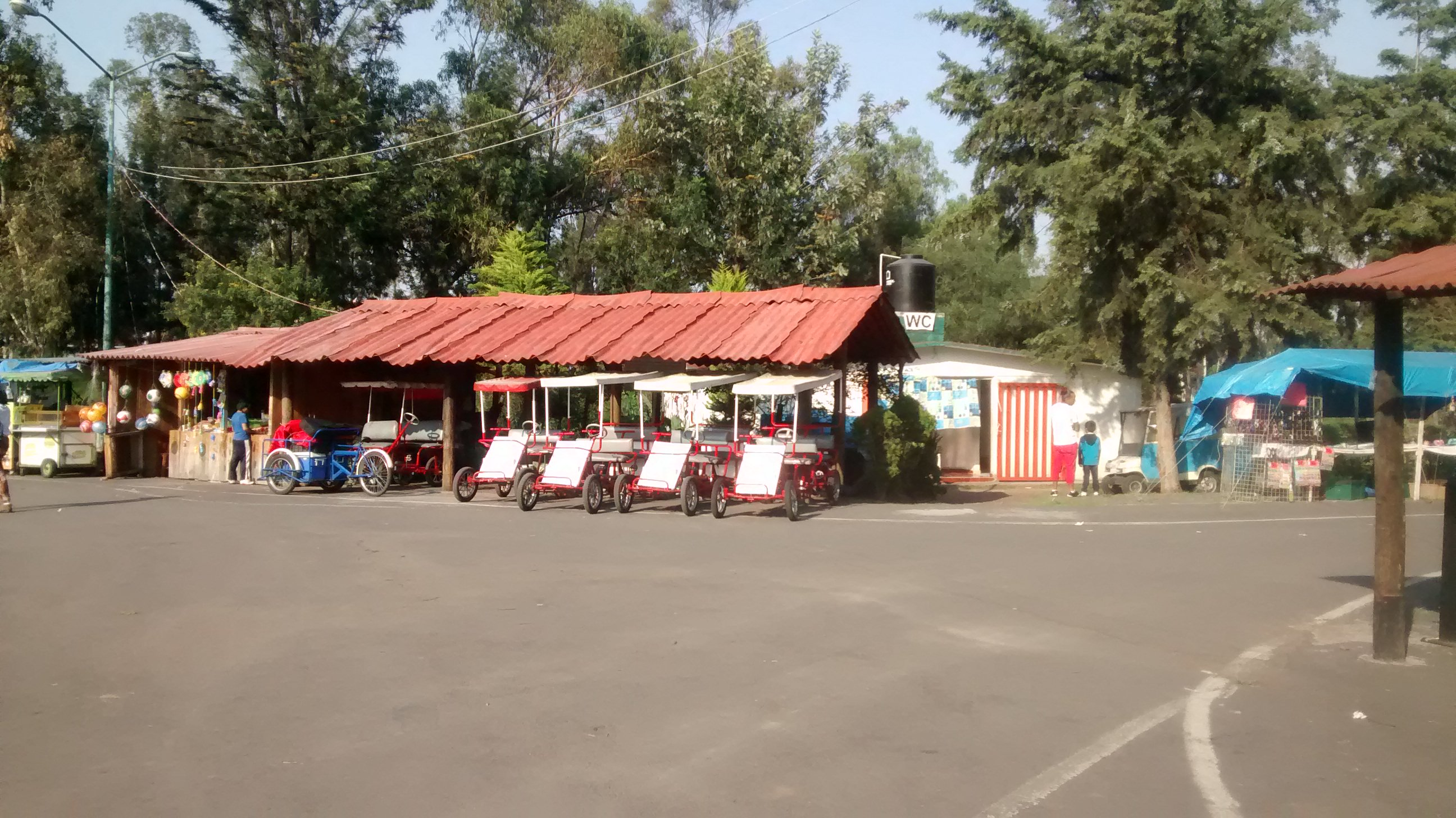
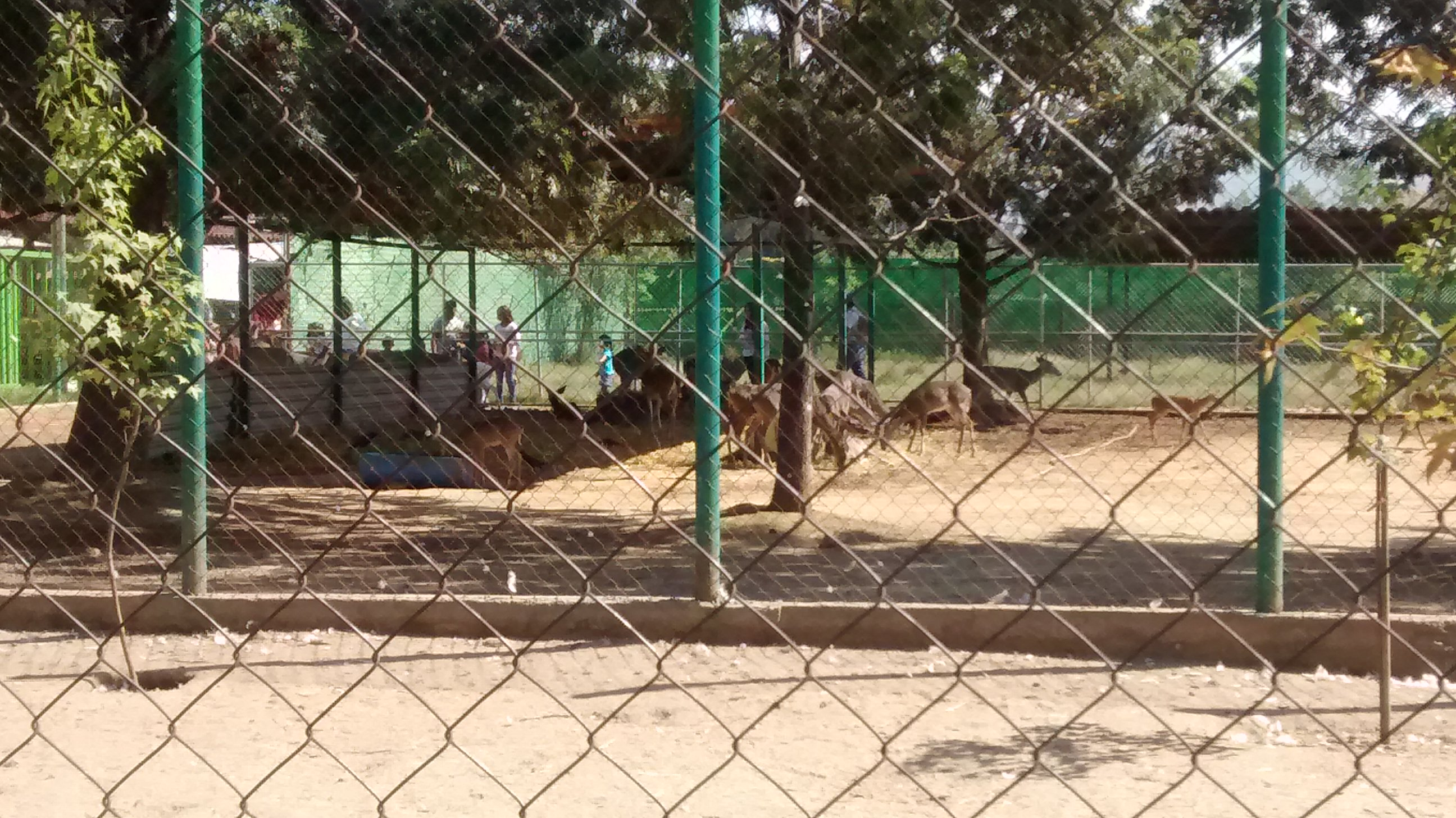
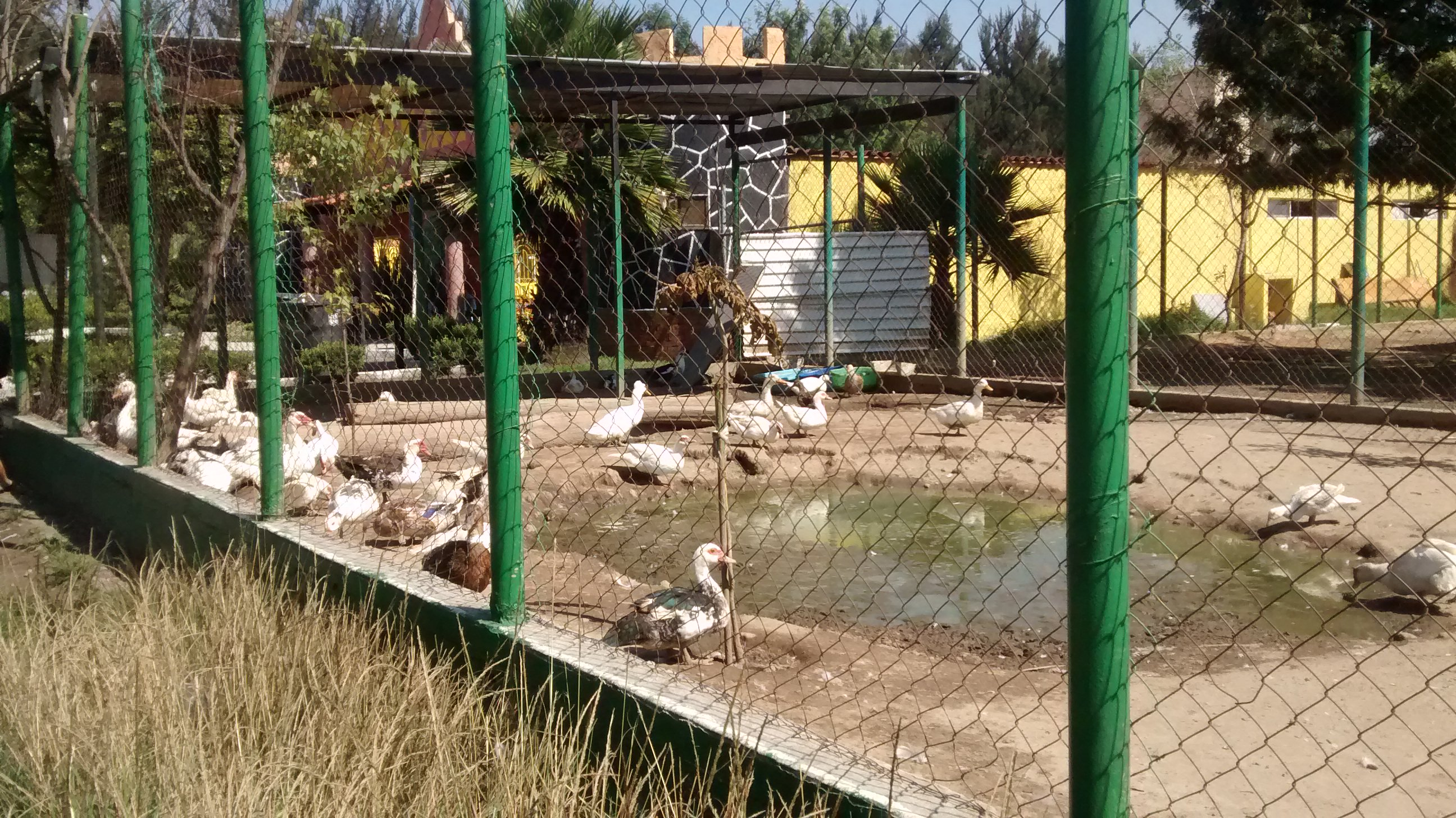
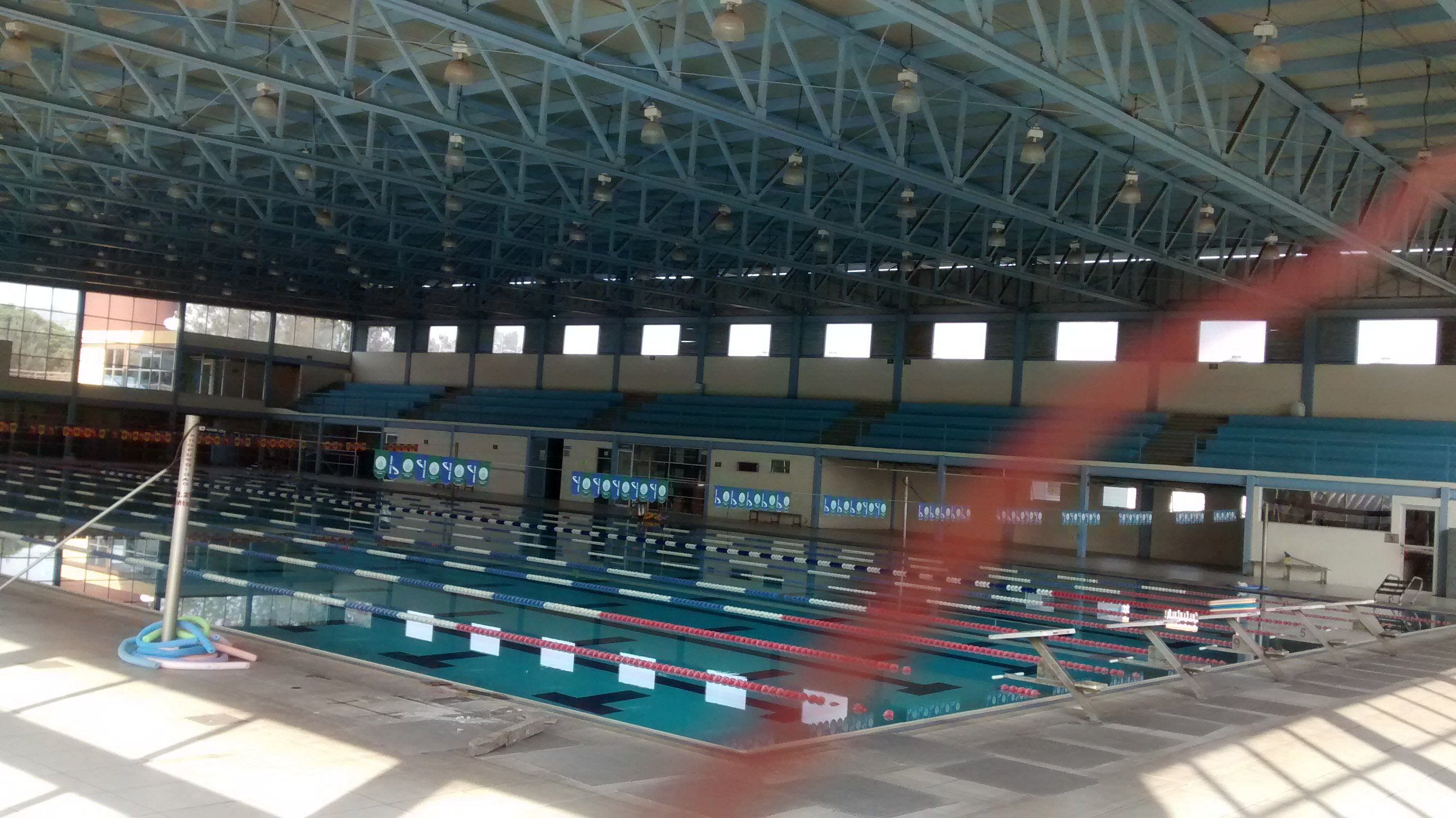

Berenice Hernández Calderón, alcaldesa de Tláhuac, explicó que se utilizarán la inversión para sellar las grietas y los estudios de la Universidad Nacional Autónoma de México para rescatar el lago. El bosque "recibe entre 5 mil y 6 mil visitantes los fines de semana y hasta 11 mil en periodo vacacional y tiene el parque canino más grande de la ciudad".